# Malmö Fotbollförening 2009
Questa voce raccoglie le informazioni riguardanti il Malmö Fotbollförening nelle competizioni ufficiali della stagione 2009.

## Stagione
La stagione 2009, prima in cui il Malmö disputò le partite interne nello Swedbank Stadion, si concluse con un piazzamento di media classifica (settimo posto) per la squadra. In Coppa di Svezia la squadra uscì invece al terzo turno per mano del Mjällby

## Divisa e sponsor
Nessuna modifica di rilievo per le maglie del Malmö (il cui fornitore tecnico è Puma mentre lo sponsor ufficiale è Stars for Life) impiegate nel corso della stagione 2009.
| Casa | Trasferta |  |

## Organigramma societario
Area direttiva
Presidente:  Bengt Madsen
Direttore generale:  Pelle Svensson
Direttore sportivo:  Hasse Borg
Area tecnica
Allenatore:  Roland Nilsson
Vice allenatore:  Hans Gren
Allenatore dei portieri:  Jonnie Fedel
Responsabile tecnico:  Staffan Tapper

## Rosa
| N. |                        | Ruolo | Calciatore           |
| -- | ---------------------- | ----- | -------------------- |
| 1  | Svezia (bandiera)      | P     | Jonas Sandqvist      |
| 2  | Danimarca (bandiera)   | D     | Ulrich Vinzents      |
| 3  | Svezia (bandiera)      | C     | Robert Åhman Persson |
| 4  | Liberia (bandiera)     | D     | Jimmy Dixon          |
| 5  | Brasile (bandiera)     | D     | Gabriel              |
| 6  | Finlandia (bandiera)   | D     | Markus Halsti        |
| 7  | Svezia (bandiera)      | A     | Daniel Larsson       |
| 8  | Svezia (bandiera)      | C     | Daniel Andersson     |
| 9  | Brasile (bandiera)     | A     | Wílton Figueiredo    |
| 10 | Paesi Bassi (bandiera) | C     | Rick Kruys           |
| 11 | Svezia (bandiera)      | C     | Jeffrey Aubynn       |
| 13 | Svezia (bandiera)      | C     | Babis Stefanidis     |
| 14 | Svezia (bandiera)      | A     | Guillermo Molins     |
| 15 | Svezia (bandiera)      | D     | David Durmaz         |

| N. |                      | Ruolo | Calciatore        |
| -- | -------------------- | ----- | ----------------- |
| 16 | Serbia (bandiera)    | D     | Miljan Mutavdžić  |
| 18 | Nigeria (bandiera)   | A     | Edward Ofere      |
| 20 | Brasile (bandiera)   | D     | Ricardo           |
| 21 | Svezia (bandiera)    | D     | Jimmy Durmaz      |
| 23 | Svezia (bandiera)    | C     | Labinot Harbuzi   |
| 24 | Svezia (bandiera)    | A     | Agon Mehmeti      |
| 25 | Rep. Ceca (bandiera) | P     | Dušan Melichárek  |
| 26 | Svezia (bandiera)    | C     | Jiloan Hamad      |
| 27 | Svezia (bandiera)    | P     | Johan Dahlin      |
| 28 | Svezia (bandiera)    | A     | Alexander Nilsson |
| 29 | Svezia (bandiera)    | D     | Jasmin Sudić      |
| 36 | Svezia (bandiera)    | A     | Muhamet Asanovski |
| -  | Svezia (bandiera)    | A     | Pontus Jansson    |
| -  | Svezia (bandiera)    | A     | Robin Nilsson     |

## Statistiche

### Statistiche di squadra
| Competizione  | Punti | Totale | Totale | Totale | Totale | Totale | Totale | DR  |
| Competizione  | Punti | G      | V      | N      | P      | Gf     | Gs     | DR  |
| ------------- | ----- | ------ | ------ | ------ | ------ | ------ | ------ | --- |
| Allsvenskan   | 43    | 30     | 11     | 10     | 9      | 40     | 25     | +15 |
| Svenska Cupen | -     | 1      | 0      | 0      | 1      | 0      | 1      | -1  |
| Totale        | -     | 31     | 11     | 10     | 10     | 40     | 26     | +14 |

### Statistiche dei giocatori
| Giocatore        | Allsvenskan | Allsvenskan |
| Giocatore        | Presenze    | Reti        |
| ---------------- | ----------- | ----------- |
| D. Andersson     | 26          | 1           |
| M. Asanovski     | 1           | 0           |
| J. Dahlin        | 12          | 0           |
| J. Dixon         | 11          | 0           |
| D. Durmaz        | 1           | 0           |
| J. Durmaz        | 13          | 0           |
| W. Figueiredo    | 24          | 4           |
| Gabriel          | 26          | 0           |
| M. Halsti        | 10          | 0           |
| J. Hamad         | 20          | 2           |
| L. Harbuzi       | 13          | 2           |
| P. Jansson       | 2           | 0           |
| R. Kruys         | 13          | 1           |
| D. Larsson       | 27          | 11          |
| A. Mehmeti       | 22          | 5           |
| D. Melichárek    | 5           | 0           |
| G. Molins        | 28          | 3           |
| M. Mutavdžić     | 1           | 1           |
| A. Nilsson       | 1           | 0           |
| R. Nilsson       | 1           | 0           |
| E. Ofere         | 28          | 10          |
| R. Åhman Persson | 26          | 1           |
| Ricardo          | 29          | 1           |
| J. Sandqvist     | 13          | 0           |
| J. Sudic         | 18          | 7           |
| U. Vinzents      | 26          | 0           |